# Бобошко, Лев Александрович
Лев Александрович Бобошко (1 января 1883, Херсонская губерния — 25 декабря 1968, Нью-Йорк) — русский офицер, участник первой мировой и гражданской войн.

## Биография
Из дворян Херсонской губернии. Его отец — подполковник Александр Львович Бобошко владел более чем 2000 десятин земли и конным заводом в имении Кашировка Федоровской волости Александрийского уезда.
Окончил Владимирский Киевский кадетский корпус (1900) и Николаевское кавалерийское училище (1902). По окончании училища произведен в корнеты и вышел в лейб-гвардии Уланский полк.
В 1905-1907 гг. учился в Академии Генерального штаба. Окончил два класса академии (по 2-му разряду). Вернувшись в свой полк, командовал 3-м эскадроном, был начальником полковой учебной команды.
Участник Первой мировой войны. В декабре 1915 г. произведен в полковники.
В 1918 г., находясь на Украине, вступил добровольцем в офицерский Селищенский отряд полковника М.Я. Соболевского. Участвовал в боях с петлюровцами в районе Лубны. После падения гетмана Скоропадского попытка батальона прорваться на соединение с Добровольческой армией оказалась безуспешной. Отряд сдался войскам Украинской директории, был разоружен и только случай (машинист угнал эшелон в расположение германских войск) спас его от расправы.
После пятимесячного пребывания в германских лагерях Бобошко прибыл в Митаву и вместе с батальоном вступил в состав отряда князя Ливена. С мая 1919 г. в 3-м батальоне Ливенского отряда, в июле 1919 командир роты 3-го полка
На 6 августа 1919 в 3-м стр. полку 5-й (Ливенской) дивизии Северо-Западной армии. Затем командир 3-го полка 5-й (Ливенской) дивизии. Во главе полка участвовал в наступлении на Петроград.
После роспуска СЗА оставался в Эстонии, откуда в июле 1920 г. выехал в Польшу. Во время польско-большевистской войны участвовал в формировании русских вооруженных сил на территории Польши, был назначен начальником 1-й стрелковой дивизии 3-й русской армии.
После окончания гражданской войны жил в Будапеште, с 1922 года — в Константинополе, в 1923 году переезжает в Афины. В 1951 году переехал в Нью-Йорк. Скончался 25 декабря 1968 г. в Нью-Йорке. Похоронен на кладбище Новая Коренная пустынь (Ново-Коренная пустынь, New Kursk-Root Icon Hermitage) в Магопаке (Mahopac), штат Нью-Йорк.
Жена — Вера Сергеевна Бобошко скончалась 1 января 1986 года на 99 году жизни.